# ウクライナのクリスマス

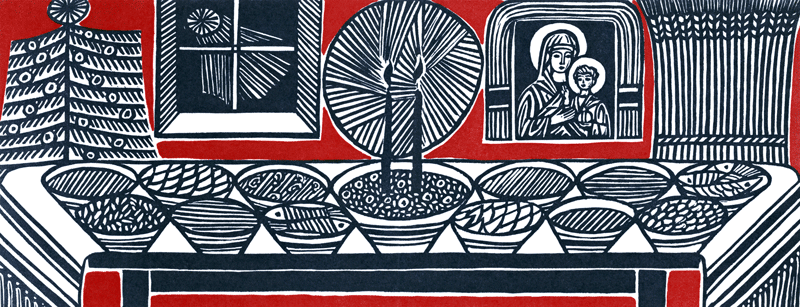
ジャーク・ヒニズドフスキーによる12皿のクリスマスイブの夕食

伝統的にウクライナのクリスマスの祝祭は、最も信徒の多い正教会の場合はユリウス暦に準じて1月7日をクリスマスとし、1月6日に祝われるクリスマスイブから始まり、ヨルダン (Yordan) とも呼ばれる1月19日の神現祭（主の洗礼祭）に終わる。
2023年現在では、ウクライナ政府によりグレゴリオ暦の12月25日が公式の祝日となっている。東方正教会およびウクライナ東方カトリック教会では主としてユリウス暦に従っているため、（ユリウス暦で12月25日である）1月7日はウクライナの公的な祝日とされていたが、2023年7月にヴォロディミル・ゼレンスキーらによって廃止された。これによりかつてウクライナではクリスマスの祝日は2日存在したが、12月25日だけが公的な祝日となった。

## 日付
ウクライナでは公的なクリスマスの祝日が12月25日と1月7日の2日ある。2022年のウクライナのオンライン新聞「ウクライナ・プラウダ」による世論調査ではクリスマスをどの日に祝うかという質問が実施された。回答者のうち55%が1月7日、11%は12月25日に祝い、12月25日・1月7日共に祝うのは25%という結果であった。
ウクライナの正教会はいくつかにわかれているが（ウクライナの宗教）、多くの場合1月7日をクリスマスとする。独立正教会であるウクライナ正教会 (OCU) では、2020年12月に、府主教であるエピファニーは「ウクライナにおけるクリスマスの日付を12月25日へと変更することは、教育的活動を行ったうえで、教会及び信徒がそのように決断する準備ができた後に可能となるだろう。主の降誕祭が日延べになると、それに加えてすべての固定の祝日が13日前に変更されることになる」と述べた。また、2022年10月18日には、は信徒からの要望が確認された場合には、教会が（伝統的なユリウス暦ではなく）修正ユリウス暦に基づいて降誕祭（クリスマス）の奉神礼（礼拝）を行うことを許可し、これに参加した信徒はこの日をもって断食（斎、ものいみ）が終わると宣言した。ウクライナ東方カトリック教会 (UGCC) は2020年12月に、総大司教スヴィアトスラヴ・シェフチュクは、東方正教会はこの問題を「正教会の兄弟たちと共に」解決すると述べ、また、この問題は教義的なものではなく教会の分裂を乗り越え、新たな分裂の要因となってはならないと指摘し、12月25日という新しい様式で祝うことへの変化は信徒によって始められるはずのことだと意見を示した。
2022年12月24日には、ウクライナ東方カトリック教会 (UGCC) の大司教とウクライナ正教会 (OCU) の主教の間で教会暦の改革について会議が開かれた。この会議ではイースター及びクリスマスの暦が重要な課題とされ、会議の結果、暦改革の具体的な研究を行う合同作業部会を設立することを決定した。2023年5月には、OCUは教会暦を変更し修正ユリウス暦を使用するようになった。これによりOCUではクリスマスは12月25日に祝われることになった。
2023年6月28日、ウクライナのヴォロディミル・ゼレンスキー大統領は、ロシアの伝統の破棄を目的としてユリウス暦の1月7日のクリスマスを除外し、12月25日を単一の祝日として認める法案を最高議会に提出した。この法案は2023年7月14日に議会において241人の議員の支持を得て承認された。
デロイトのウクライナ法人が2023年11月に実施した調査によれば、新暦への移行後はウクライナ人の約45％が12月25日にクリスマスを祝い、1月7日にクリスマスを祝う人は17％となっている。また、32%は2回クリスマスを祝う。

## スヴィヤティイ・ヴェチル（クリスマス・イブ）
クリスマス・イヴはウクライナ語で「聖なる夜」を意味する「スヴィヤティイ・ヴェチル」ないし 「スヴィアトヴェチル」 と呼ばれる。伝統では、家やディナーテーブルは特別の品々（ディドゥと呼ばれる麦束の装飾や、ニンニク、干し草など）で飾られ、コリャドカと呼ばれるキャロルが歌われるなど、数多くの慣習や儀式に満ちている。これらの儀式にはそれぞれ意味や由来があり、例えば刺繍がされたテーブルクロスの上に数本の干し草を置くのはベツレヘムの飼い葉桶を連想させるための物である。
この夜の主要な習慣に、スヴィアタ・ヴェチェリア (Sviata Vecheria, 聖なる晩餐)と呼ばれる特別な晩餐がある。この晩餐では、家族全員で（十二使徒になぞらえた）12品の料理を食べる（クリスマス・イブの12品の晩餐）。伝統的にこれらの料理には肉、牛乳、卵は使われない。
「クティア」（穀物を甘く蒸したもの）はウクライナの伝統的なクリスマス料理であり、しばしば12品のうちの1品目として供される。この料理はクリスマス・シーズン以外に供されることはほとんど無い。

## コリャドカ（キャロル）
スヴィアタ・ヴェチェリア（クリスマス・イブの晩餐）の終わりには、家族でキャロルが歌われる。また、多くの地域共同体では、各種団体や教会などのメンバーや若者たちのグループが各家庭を訪れ、ウクライナに古くから伝わるキャロルを歌って寄付を呼びかける。良く知られる古いウクライナのキャロルに「Бог предвічний народився」 (Boh predvičnyj narodilsja) が知られる。

## サンタクロース
ウクライナはかつてはソビエト連邦の構成国のひとつであったため、旧体制下で広まった生活様式は大きく影響を与え、21世紀の今日でも残されている。ウクライナでは旧ソビエト連邦の国々と同様にジェド・マロースがプレゼントを子供たちに贈り、店の窓などにも新年の飾り（クリスマス飾り）などと共にジェド・マローズの姿が飾られる。
ソビエト連邦以前のウクライナのクリスマスではスヴャティ・ミコライ（聖ニコラウス、サンタクロース）が12月19日に訪れ、子供たちに贈り物を届けていたが、無神論を報じるソビエト連邦では宗教的人物を廃し、ジェド・マロースが1月1日に現れることになった。独立後のウクライナでも、ジェド・マロースの伝統は残されているが、旧体制への反発と民族的伝統の再興のために、伝承が15世紀にまで遡ることができるスヴャティ・ミコライを再度取り上げるようになっており、クリスマス飾りや各種クリスマス行事にもスヴャティ・ミコライが登場する。

## ギャラリー
- 2006年発行のクリスマス切手。聖ニコラウスと子供たち。
- 『羊飼いの礼拝』（ウクライナのイコン）
- リヴィウでのキャロル
- クティア
- ウクライナの馬小屋飾り
- ディドゥク（英語版）（リヴィウ）